# 科爾涅利夫卡
49°15′39″N 24°4′41″E / 49.26083°N 24.07806°E
科爾涅利夫卡（烏克蘭語：Корнелівка），是烏克蘭西部的村莊，隸屬利維夫州的斯特雷區。該村面積0.37平方公里，海拔高度278米，2001年人口103，人口密度每平方公里276.14人。